# مقاطعة ليون (فلوريدا)
مقاطعة ليون، فلوريدا (بالإنجليزية: Leon County, Florida)‏ هي إحدى مقاطعات ولاية فلوريدا في الولايات المتحدة. ، بلغ عدد سكانها 283769 نسمة في عام 2010 حسب إحصاء مكتب تعداد الولايات المتحدة وتصل الكثافة السكانية فيها إلى 159.51 نسمة/كم2.

## أعلام
- جيمس ر. فورد
- ديفيس فلويد

## وصلات خارجية
- http://www.leoncountyfl.gov/